# بایتکس انرژی
بایتکس انرژی (انگلیسی: Baytex Energy) شرکت نفت و گاز کانادایی است، که در سال ۱۹۹۳ تأسیس شد.